# Товариства грамотності
Товариства грамотності (рос. Общества грамотности) — громадсько-просвітні організації, які діяли в Російській імперії в другій половині 19 — на початку 20 століття (до 1917 року) для поширення грамотності і загальної освіти серед широких мас населення.

## Діяльність
Заходами товариств відкрито недільні школи (загальні і професійні), організовано бібліотеки-читальні, влаштовувано читання і лекції, літературно-музичні вечори, видано популярну літературу тощо. Діяли головним чином у містах, з часом поширили в незначній мірі свою діяльність і на села. 

## Товариства грамотності в Україні
В Україні найстарішим товариством грамотності було Харківське Товариство для поширення в народі грамотності, засноване 1869 року, яке зосередило свою діяльність в основному на видаванні популярних книг для народу, але тільки нечисленні книги були українською мовою. Більше для розвитку української книги і слова робило Київське товариство грамотності, засноване 1882 року, яке видавало й українську літературу, зокрема твори Тараса Шевченка, а збудований ним 1902 року Народний Дім давав пристановище для українського театру, українських викладів і пізніше для «Просвіти», що стало приводом до заборони Київського товариства. Останнім головою був Володимир Науменко). Київська товариство проводило деяку роботу й на всьому Правобережжі. Подібний до товариств грамотності характер мали створені у 1890-их роках Товариства поширення народної освіти в Катеринославській губернії, Полтавське товариство сприяння народній освіті, а в 1900-их роках освітнє товариство у Волинській губернії. Всі ці товариства грамотності та інші освітні товариства діяли головними чином в містах і для поширення української освіти мало спричинилися. Це завдання з 1905 року почали виконувати на центральних і східних Землях «Просвіти».